# Chamaecrista falcinella
Chamaecrista falcinella là một loài thực vật có hoa trong họ Đậu. Loài này được (Oliv.) Lock miêu tả khoa học đầu tiên.